# Sceliphron fuscum
Sceliphron fuscum là một loài côn trùng cánh màng trong họ Sphecidae, thuộc chi Sceliphron. Loài này được Klug miêu tả khoa học đầu tiên năm 1801.